# Loni Love

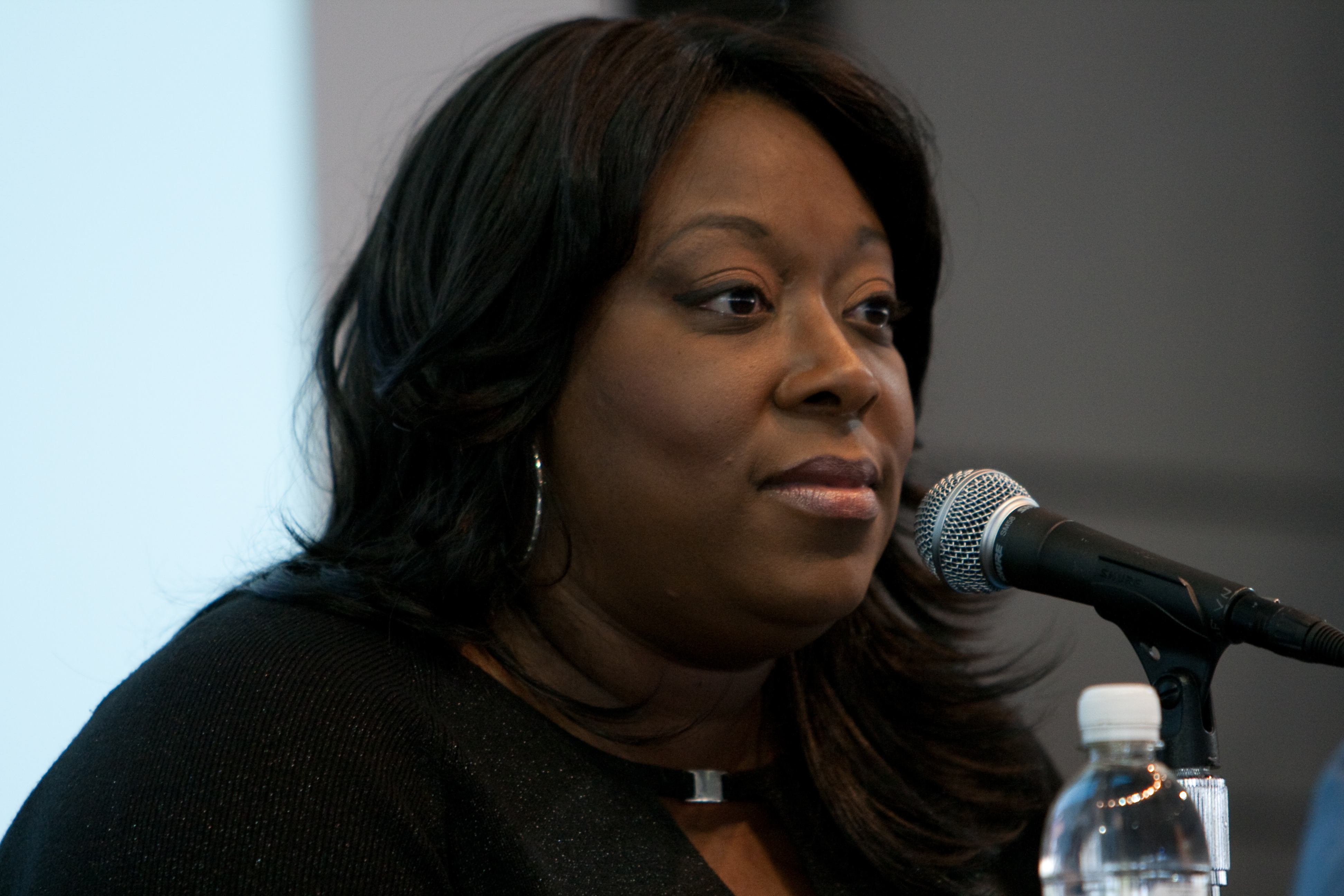
Loni Love (2009)

Loni Love (* 12. Juli 1971 in Detroit, Michigan) ist eine US-amerikanische Komikerin und Schauspielerin.

## Leben
In den Vereinigten Staaten wurde sie durch die regelmäßigen Berichte in der Show I Love The 70's und den nachfolgenden Shows auf dem Musiksender VH-1 berühmt. In Deutschland und Österreich wurde sie durch die Sendung Neds ultimativer Schulwahnsinn auf dem Sender Nickelodeon, in der sie die Rolle als Lunchlady spielt, bekannt. Vor ihrer Karriere als Komödienstar war Loni Love eine Ingenieurin. Seit 2014 ist Love Teil der Talk-Show The Real.

## Filmografie
- 2003: Hot Tamales Live: Spicy, Hot and Hilari
- 2003: Comedy Central’s Premium Blend
- 2003: Hollywood Squares
- 2004: Balderdash
- 2004: Girlfriends
- 2004: Soul Plane
- 2004: Redlight GreenLight
- 2004–2007: Neds ultimativer Schulwahnsinn
- 2005: Weekends at the DL
- 2005: Cuts
- 2006: I Love Toys
- 2006: Thick And Thin
- 2006: Forbes Celebrity 100
- 2006: Wildest Dating Show Moments
- 2006: 30 Most Outrageous Celebrity Feuds
- 2007: What I Learned About…From The Movies
- 2008: The Chelsea Handler Show
- 2011: Whitney (1 Folge)
- 2011–2012: Karate-Chaoten (Kickin' It) (4 Folgen)
- 2015: Der Kaufhaus Cop 2
- 2015: Bad Ass 3 (Bad Asses on the Bayou)
- 2017: Kevin Can Wait (1 Folge)